# Sadia
Sadia S.A. ist als brasilianische Aktiengesellschaft ein Lebensmittelhersteller mit Hauptsitz in Concórdia. Kunden sind sowohl Einzelhandel und Gastronomie als auch die weiterverarbeitende Industrie.
Sadia produziert in 20 Fabriken über 2,3 Mio. Tonnen Lebensmittel jährlich (Hähnchen-, Puten-, Schweine- und Rindfleischprodukte, Fertiggerichte, Teigwaren, Margarine und Desserts). Mit mehr als 60.000 Mitarbeitern wurde 2008 ein Umsatz von ca. 12,2 Mrd. R$ erreicht (ca. 4,5 Mrd. EUR, Kurs von 2,7 BRL/EUR). Umsatz im Jahr 2008 nach Produktgruppe:
| Produkt        | gesamt | Brasilien | Export |
| -------------- | ------ | --------- | ------ |
| Fertigprodukte | 48 %   | 79 %      | 12 %   |
| Geflügelteile  | 22 %   | 5 %       | 41 %   |
| Geflügel ganz  | 18 %   | 4 %       | 33 %   |
| Schwein        | 6 %    | 4 %       | 9 %    |
| Rind           | 3 %    | 2 %       | 4 %    |
| sonstige       | 3 %    | 6 %       | 1 %    |

Das Unternehmen wurde 1944 gegründet. Mit dem Export wurde 1967 begonnen. Aktuell werden die Produkte in über 100 Länder vertrieben. Der Exportanteil beträgt ca. 46 % des Umsatzes. Der Versand erfolgt durch 12 Auslieferungslager in Brasilien, die Auslandsgeschäfte erfolgen über Niederlassungen in 14 Ländern. Umsatzanteil nach Exportregion:
| Region            | Anteil 2008 |
| ----------------- | ----------- |
| Europa            | 22 %        |
| Naher Osten       | 27 %        |
| Eurasien          | 16 %        |
| Nord – Südamerika | 16 %        |
| Asien             | 19 %        |

Im Mai 2009 gab der Konkurrent Perdigão bekannt, mit Sadia zum neuen Unternehmen Brasil Foods (BRF) zu fusionieren, an dem Perdigão 68 % und Sadia 32 % halten werden.